# Franco Michele Napolitano
Franco Michele Napolitano (Gaeta, 22 gennaio 1887 – Napoli, 16 marzo 1960) è stato un musicista italiano.

## Biografia
Nacque a Gaeta e qui iniziò la propria formazione musicale; per la chiesa della Santissima Addolorata progettò nel 1907 l'organo a canne, costruito dal cremonese Giuseppe Rotelli. Si trasferì giovanissimo a Napoli, dove completò i suoi studi diplomandosi in composizione, canto corale e organo. 
Nel 1913 come organista della Basilica Santuario del Carmine Maggiore divenne un concertista di livello internazionale. Nel 1918 fondò insieme alla moglie, Emilia Gubitosi, l'associazione "Alessandro Scarlatti", con coro e orchestra diretti dai fondatori fino al 1941. 
Fu titolare della cattedra d'organo al conservatorio di musica San Pietro a Majella dal 1931 al 1957 e membro della Commissione diocesana della musica sacra. Operò come consulente della curia per la costruzione di nuovi organi, dei quali curava personalmente il progetto, come quello della cattedrale di Napoli costruito nel 1930 dall'organaro Giuseppe Rotelli di Cremona. 
Tra il 1938 e il 1942 trasmise concerti di organo per l'allora EIAR (Ente italiano audizioni radiofoniche, in seguito RAI)
Fu inoltre maestro di Nino Rota, che gli dedicò nel 1965 il brano Sonata per Organo.